# Скиба Микола Єгорович
Микола Єгорович Скиба (нар. 1 січня 1950, с. Камінь, Кролевецький район (нині Конотопський район), Сумська область) — доктор технічних наук, професор, заслужений працівник народної освіти України, член-кореспондент Національної академії педагогічних наук України, лауреат Державної премії України в галузі науки і техніки.

## Біографія
Народився 1 січня 1950 року у с. Камінь на Сумщині у сім'ї вчителів.
1957—1967 рр. — навчання у Камінській середній школі, яку закінчив зі срібною медаллю.
1967—1972 рр. — навчався в Київському технологічному інституті легкої промисловості (нині Київський національний університет технологій та дизайну) за спеціальністю «Машини і апарати легкої промисловості», того ж року вступив до аспірантури на кафедру машин і апаратів названого інституту.
У 1975 р. отримав призначення на посаду асистента Хмельницького технологічного інституту побутового обслуговування.
1980 р. захистив кандидатську дисертацію на здобуття наукового ступеня кандидата технічних наук на тему «Динаміка гідравлічного приводу машин легкої промисловості».
1983 р. — доцент кафедри машин і апаратів легкої промисловості.
1985—1995 рр. — декан факультету по роботі з іноземними студентами.
У 1996 р. — організував і очолив новостворений гуманітарно-педагогічний факультет. На посаді декана факультету відкрив сім нових напрямів гуманітарного профілю: педагогічна освіта, практична психологія, переклад, міжнародна інформація, міжнародні економічні відносини, українська мова, здоров'я людини.
1997 р. — присвоєно вчене звання професора кафедри машин і апаратів легкої промисловості.
1999—2001 рр. — проректор з навчальної роботи Технологічного університету Поділля (нині ХНУ).
2001—2021 рр. — ректор Технологічного університету Поділля (нині ХНУ).
З 2001 р. — голова вченої ради університету.
З 2001 р. — голова Ради ректорів вищих навчальних закладів ІІІ–IV рівнів акредитації Хмельницької області.
З 2006 р. по 2016 р. — депутат Хмельницької обласної ради, голова постійної комісії з питань розвитку науки, освіти, культури, молоді, спорту та туризму.

## Звання, нагороди, премії
1985 р. — нагороджений знаком «Винахідник СРСР»
1994 р. — нагороджений знаком «Відмінник освіти України»
1995 р. — академік Міжнародної академії інформатизації
1999 р. — отримав почесне звання «Заслужений працівник народної освіти України»
2000 р. — академік Української технологічної академії
2002 р. — нагороджений Почесною грамотою Кабінету Міністрів України
2002 р. — нагороджений Почесною грамотою Міністерства освіти і науки України
2002 р. — нагороджений Почесним знаком Комітету з фізвиховання і спорту МОН України
2004 р. — нагороджений Почесним дипломом за розробку й упровадження в навчально-виховний процес сучасних педагогічних технологій
2004 р. — нагороджений дипломом «Золота Фортуна»
2005 р. — нагороджений знаком «За наукові досягнення»
У 2007 р. визнаний Людиною року в конкурсі м. Хмельницького у номінації «За виховання інтелектуальної еліти»
2008 р. — нагороджений орденом України «За заслуги» ІІІ ст.
У 2012 р. з нагоди 50-річного ювілею з часу заснування університету та за особливі заслуги перед українським народом у розвитку вищої освіти і педагогічної науки НАПН України нагородила Миколу Єгоровича медаллю «Григорій Сковорода»
2012 р. — відзнака «За заслуги перед Хмельниччиною»
У 2014 р. Скибі М. Є. було присуджено Державну премію України в галузі науки і техніки за високу професійну підготовку, широкий науковий кругозір, багаторічну творчу науково-дослідну роботу.

## Наукова діяльність
Коло наукових інтересів: фізико-механіка та фізико-хімія натуральних і штучних композиційних матеріалів, лінійна теорія в'язкопружності, теорія машин і механізмів, методи регресійного та кореляційного аналізу. Започаткував власну наукову школу «Наукові та практичні основи переробки відходів виробництва у легкій промисловості».
Головний редактор журналу «Вісник» ХНУ; член редакційної ради журналу «Проблеми трибології» ХНУ, редколегії журналу «Дидактика професійної школи»; голова ради із захисту кандидатських дисертацій при ХНУ. Член секції з легкої та харчової промисловості Комітету Державних премій України в галузі науки і техніки.
Автор понад 200 наукових праць, у тому числі 8 монографій, 15 підручників та навчальних посібників, серед яких:
1. Скиба М. Є. Управління якістю вищої освіти в університеті: інноваційні підходи, технології та засоби: навч. посіб. / М. Є. Скиба, Г. А. Білецька, Г. В. Красильникова. — Хмельницький: ХНУ, 2019. — 186 с. : табл. — бібліогр.: С. 143—148.
2. Скиба М. Є. Інноваційні підходи до процесів управління якістю вищої освіти / М. Є. Скиба, Г. В. Красильникова, Г. А. Білецька // Управління якістю вищої освіти в університеті: інноваційні підходи, технології та засоби: навч. посіб. / М. Є. Скиба, Г. А. Білецька, Г. В. Красильникова. — Хмельницький: ХНУ, 2019. — С. 7-40.
3. Скиба М. Є. Нормативна база забезпечення якості в Європейському просторі вищої освіти / М. Є. Скиба, Г. В. Красильникова, Г. А. Білецька // Управління якістю вищої освіти в університеті: інноваційні підходи, технології та засоби: навч. посіб. / М. Є. Скиба, Г. А. Білецька, Г. В. Красильникова. — Хмельницький: ХНУ, 2019. — С. 41-48 .
4. Скиба М. Є. Характеристика системи внутрішнього забезпечення якості у закладах вищої освіти України / М. Є. Скиба, Красильникова, Білецька // Управління якістю вищої освіти в університеті: інноваційні підходи, технології та засоби: навч. посіб. / М. Є. Скиба, Г. А. Білецька, Г. В. Красильникова. — Хмельницький: ХНУ, 2019. — С. 80-89 : рис.
5. Скиба М. Є. Інформаційна система закладу вищої освіти як інструмент забезпечення якості / М. Є. Скиба, Красильникова, Білецька // Управління якістю вищої освіти в університеті: інноваційні підходи, технології та засоби: навч. посіб. / М. Є. Скиба, Г. А. Білецька, Г. В. Красильникова. — Хмельницький: ХНУ, 2019. — С. 117—130 : рис.
6. Скиба М. Є. Характеристика системи електронного навчання / М. Є. Скиба, Г. В. Красильникова, Г. А. Білецька // Управління якістю вищої освіти в університеті: інноваційні підходи, технології та засоби: навч. посіб. / М. Є. Скиба, Г. А. Білецька, Г. В. Красильникова. — Хмельницький: ХНУ, 2019.  — С. 130—142 : рис.
7. Скиба М. Є. Електропобутова техніка: підручник для студентів вищих навчальних закладів/Скиба М. Є., Петко І. В., Бурмістенков О. П., Біла Т. Я. — Хмельницький: ХНУ, 2017. — 213 с.
8. Практичні аспекти застосування об'єктів права інтелектуальної власності: навч. посіб. / М. Є. Скиба, Г. М. Драпак, С. Л. Горященко. — Хмельницький: ХНУ, 2014. — 155 с.
9. Визначення факторів, які суттєво впливають на ефективність проектування молоткового подрібнювача текстильних матеріалів / М. Є. Скиба, Ю. Б. Михайловський, Е. О. Золотенко // Актуальні проблеми гуманітарних та природничих наук: зб. наук. пр. викл. — Хмельницький: ХНУ, 2009. — Вип. 5. — С. 163—166.